# Dactylopsaron dimorphicum
Dactylopsaron dimorphicum är en fiskart som beskrevs av Nikolai V. Parin och Belyanina, 1990. Dactylopsaron dimorphicum ingår i släktet Dactylopsaron och familjen Percophidae. Inga underarter finns listade i Catalogue of Life.